# Trinity (bok)
Trinity: roman om Irland av Leon Uris kom ut 1976 och översattes samma år till svenska av Anna Pyk. Verket är uppdelat i två böcker:
- Röd gryning (1976), ISBN 91-20-04773-8, pocketutgåvan 1996, ISBN 91-1-963491-9.
- Upproret (1977), ISBN 91-20-05813-6, pocketutgåva 1996, ISBN 91-1-963501-X.

Dessa handlar om konflikten på Irland under senare delen av 1800-talet och början av 1900-talet. Man får följa släkterna Larkin (fattiga katolska bönder) och Hubble (förmögna protestantiska industrialister) på varsin sida av konflikten. Handlingen utspelar sig i nuvarande Nordirland, som då kallades Ulster, huvudsakligen i Derry och i det fiktiva samhället Ballytouge. Som många av Uris verk är den utmärkt som såväl historiebeskrivning som äventyrsroman.